# Хейровский (лунный кратер)
Кратер Хейровский (лат. Heyrovsky ) — небольшой ударный кратер в южной части гор Кордильеры на обратной стороне Луны. Название присвоено в честь чешского химика Ярослава Гейровского (1890—1967) и утверждено Международным астрономическим союзом в 1985 г. 

## Описание кратера

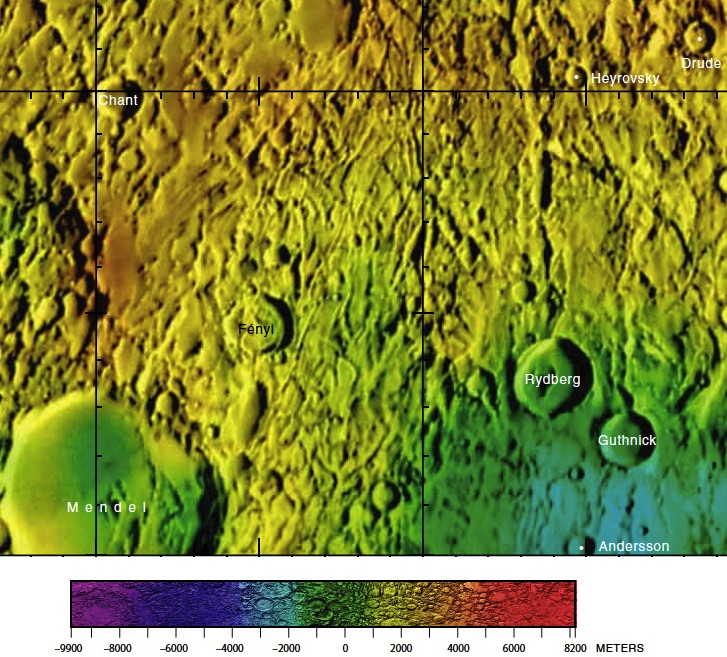
Окрестности кратера Хейровский. Фрагмент карты обратной стороны Луны.

Ближайшими соседями кратера Хейровский являются кратер Фокас на севере; кратер Друде на востоке-северо-востоке; кратер Графф на востоке-юго-востоке и кратер Ридберг на юге. На севере от кратера располагаются горы Рук и, далее на север, Море Восточное. Селенографические координаты центра кратера 39°33′ ю. ш. 95°25′ з. д. / 39,55° ю. ш. 95,42° з. д., диаметр 16.7 км, глубина 2600 м.
Кратер Хейровский имеет циркулярную чашеобразную форму c небольшим участком плоского дна. Вал четко очерчен, внутренний склон гладкий, с высоким альбедо. Высота вала над окружающей местностью достигает 600 м. По морфологическим признакам кратер относится к типу BIO (по названию типичного представителя этого класса — кратера Био).
До получения собственного наименования в 1985 г. кратер имел обозначение Друде S (в системе обозначений так называемых сателлитных кратеров, расположенных в окрестностях кратера, имеющего собственное наименование).

## Сателлитные кратеры
Отсутствуют.